# Тяжёлые крейсера типа «Зара»
Зара — тип тяжёлых крейсеров итальянского флота. Всего построено 4 единицы: «Зара» (Zara), «Фиуме» (Fiume), «Гориция» (Gorizia), «Пола» (Pola).
Все итальянские тяжёлые крейсера получили название в честь городов, полученных Италией после Первой мировой войны (в настоящее время города Зара, Пола и Фиуме принадлежат Хорватии).

## История создания

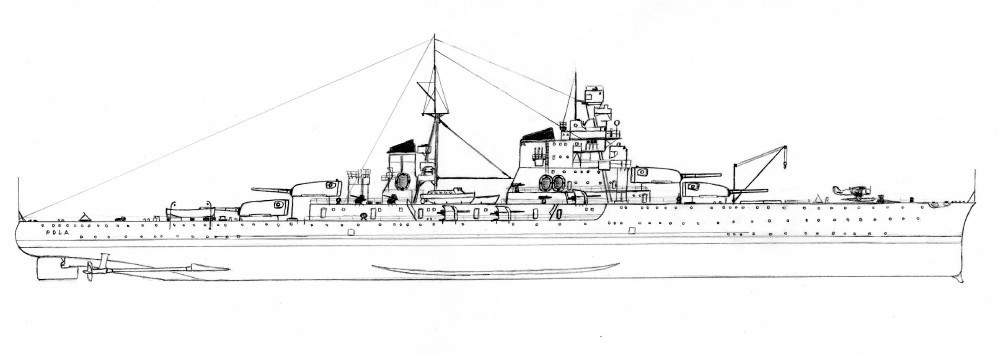
Крейсер «Пола». Схема.

В конце 1920-х годов итальянский флот получил свои первые тяжёлые крейсера — две единицы типа «Тренто». Основанные на концепции нанесения удара на максимальной скорости и дальности, эти корабли страдали множеством недостатков, главным из которых была защита, совершенно недостаточная против 203-мм снарядов. Ввиду этого в итальянских военно-морских кругах возникло мнение о желательности постройки следующих крейсеров по иному проекту — менее быстроходному, но гораздо лучше защищённому. Характеристики новых кораблей включали в себя вооружение из 8 203-мм орудий, броневой пояс 200 мм и скорость 32 узла, однако уложить в всё это в договорные 10 000 тонн не представлялось возможным.
В попытке решить проблему заместитель начальника Морского штаба контр-адмирал Ромео Бернотти предложил увеличить водоизмещение до 15 000 тонн. По его мнению три таких крейсера могли бы справиться с шестью «вашингтонскими», но пойти на столь явное нарушение договора итальянское политическое руководство не рискнуло.
Проект начали ужимать, в частности броневой пояс уменьшился до 150 мм, корпус стал полубачным, что ещё более ухудшило мореходность, а торпедные аппараты были вообще исключены. Тем не менее, проблема превышения договорного лимита оставалась. В итоге итальянская сторона пошла на откровенный подлог — водоизмещение новых крейсеров было официально объявлено равным 10 000 тонн, а реальная цифра держалась в тайне. Впрочем, фальсификация стала известна за рубежом ещё до Второй мировой войны. В августе 1936 года на крейсере «Гориция» произошёл взрыв паров бензина и он был вынужден зайти в Гибралтар и воспользоваться местным доком. В результате выяснилось, что водоизмещение крейсера как минимум на 1000 тонн больше официально объявленного, но по неизвестным причинам британцы протеста не заявили.
Любопытно, что во время строительства новые корабли, также как и тип «Тренто», числились лёгкими крейсерами (Incrociatori Leggeri), но ввиду очень больших отличий от предшественников были переведены в класс броненосных крейсеров (Incrociatori Corazzato). Лишь с принятием международной классификации в 1930 году типы «Тренто» и «Зара» были переведены в класс тяжёлых крейсеров (Incrociatori Pesanti).

## Конструкция

### Вооружение
Главный калибр крейсеров состоял из восьми 203-мм орудий. Они располагались в четырёх двухорудийных линейно-возвышенных башнях. На крейсерах были установлены 203-мм орудия фирмы Ансальдо образца 1929 года. Которые имели следующие характеристики: длина ствола 53 калибра, масса снаряда 125,3 кг, масса заряда 50,8 кг, масса орудия 19,5 т, масса установки 210 т, дальность стрельбы 30,5 км, скорострельность 3,8 выстрела (по другим данным, 3,5 выстрела) на ствол в минуту, начальная скорость снаряда 960 м/с, скорость наведения 5° в секунду (горизонтальное), 6° в секунду (вертикальное), угол возвышения ствола равнялся 45°, боекомплект состоял из 157 снарядов на орудие, общий боекомплект главного калибра — 1256 снарядов.
Универсальная артиллерия состояла из 16 100-мм орудий в восьми двухорудийных установках.
Мелкокалиберная зенитная артиллерия состояла из четырёх 40-мм автоматов «Пом-пом» производства концерна Терни и 8 13,2-мм пулемётов «Бреда» в четырёх двухствольных установках.

### Энергетическая установка
Главная энергетическая установка включала в себя восемь водотрубных трехколлекторных котлов Торникрофта (на «Фиуме» — котлы Ярроу) с пароперегревателями и два редуктора, четыре паровых турбины Парсонса изготавливались концерном ОТО (на «Фиуме» — Ярроу). Две турбины (высокого и низкого давления), редуктор, упорный подшипник, главный и вспомогательный конденсаторы составляли турбозубчатый агрегат. Установка имела эшелонную систему размещения. Минусами являлись увеличившаяся длина валопровода носового ТЗА и сложная схема переключения подачи пара между котлами и машинами разных групп. Продолжительная мощность машин составляла 76 000 л. с., была возможность их форсировки до 95 000 л. с. при 270 об/мин (именно эта цифра фигурирует в справочниках как расчётная), что должно было обеспечить крейсерам 32-узловую скорость. Во время службы крейсера развивали около 29 — 30 узлов.
Рабочее давление пара — 25 атм., температура — 360°С.
Крейсера имели шесть турбогенераторов постоянного тока мощностью по 180 кВт напряжением 220 В (суммарная мощность 1080 кВт) и два вспомогательных дизель-генератора.

## Служба
«Зара» — заложен 4 июля 1929 г., спущен 27 апреля 1930 г., вошёл в строй 20 октября 1931 г.
«Фиуме» — заложен 29 апреля 1929 г., спущен 27 апреля 1930 г., вошёл в строй 23 ноября 1931 г.
«Гориция» — заложен 17 марта 1930 г., спущен 28 декабря 1930 г., вошёл в строй 23 декабря 1931 г.
«Пола» — заложен 17 марта 1930 г., спущен 5 декабря 1931 г., вошёл в строй 21 декабря 1932 г.